# دهستان مفتح
مفتح، دهستانی از توابع بخش مرکزی شهرستان فامنین در استان همدان ایران است.

## جمعیت
براساس سرشماری سال ۱۳۸۵ جمعیت آن ۸٬۱۴۵ نفر (۱٬۸۴۵ خانوار) بوده‌است.